# Юніорська збірна Австралії з хокею із шайбою
Юніорська збірна Австралії з хокею із шайбою (англ. Australia men's national under-18 ice hockey team) — національна юніорська збірна Австралії, яка представляє свою країну на міжнародних змаганнях з хокею із шайбою. Управління збірною здійснюється Австралійською хокейною федерацією.

## Історія
У 1984 юніорська збірна Австралії провела свій перший матч на чемпіонаті Азії та Океанії до 18 років, який проходив у японських містах Кусіро та Томакомай. Австралія посіла останнє четверте місце після збірних Японії, Китаю та Південної Кореї. Австралійці не брали участі у чемпіонатах 1989, 1991, 1995, 1996 та 1997 років.
У 2003 році дебютували на чемпіонаті світу у третьому Дивізіоні, де посіли перше місце та завоювали право виступати у Дивізіоні ІІ чемпіонату світу 2004 року. Чемпіонат 2004 року завершили на останньому місці у Групі В. Як переможець турніру австралійці отримали підвищення у класі у 2005 році.
У 2022 році відмовились від участі в чемпіонаті через пандемію COVID-19.

## Результати

### Чемпіонат Азії та Океанії до 18 років
| - 1984 — 4 місце - 1985 — 3 місце - 1986 — 4 місце - 1987 — 4 місце - 1988 — 4 місце - 1990 — 4 місце - 1992 — 4 місце | - 1993 — 5 місце - 1994 — 5 місце - 1998 — 4 місце - 1999 — 4 місце - 2000 — 4 місце - 2001 — 3 місце - 2002 — 2 місце |

### Чемпіонати світу з хокею із шайбою серед юніорських команд
- 2003 — 1 місце Дивізіон ІІІ А
- 2004 — 6 місце Дивізіон ІІ В
- 2005 — 1 місце Дивізіон ІІІ
- 2006 — 3 місце Дивізіон ІІ В
- 2007 — 5 місце Дивізіон ІІ В
- 2008 — 6 місце Дивізіон ІІ А
- 2009 — 1 місце Дивізіон ІІ А
- 2010 — 6 місце Дивізіон ІІ В
- 2011 — 1 місце Дивізіон ІІІ А
- 2012 — 4 місце Дивізіон ІІ В
- 2013 — 6 місце Дивізіон ІІ В
- 2014 — 1 місце Дивізіон ІІІ А
- 2015 — 6 місце Дивізіон ІІ В
- 2016 — 1 місце Дивізіон ІІІ А
- 2017 — 1 місце Дивізіон ІІ В
- 2018 — 6 місце Дивізіон ІІ А
- 2019 — 5 місце Дивізіон ІІ В
- 2023 — 5 місце Дивізіон ІІ В
- 2024 — 5 місце Дивізіон ІІ В
- 2025 — 2 місце Дивізіон ІІ В